# Andy Rodríguez
José Andrés Rodríguez Gaitán, detto Andy (Almuñécar, 30 gennaio 1990), è un calciatore spagnolo, centrocampista del NorthEast Utd.

## Biografia
Anche il fratello minore di Andy, Fran, è un calciatore. Terzino destro, anche lui ha giocato nelle giovanili del Real Madrid.

## Carriera
Nato ad Almuñécar in Andalusia, è un prodotto del settore giovanile del Real Madrid e ha esordito con la terza squadra nella stagione 2009-2010 in Tercera División. Il 5 agosto 2012 è acquistato dal Levante, dove ha giocato con la seconda squadra in Segunda División B.
L'8 luglio 2014 ha firmato un contratto di un anno con il Ponferradina, formazione di Segunda División. Ha giocato la sua prima partita da professionista il 24 agosto, partando da titolare nella vittoria per 1-0 in casa contro il Tenerife.
Ha segnato la sua prima rete da professionista il 13 settembre 2014, realizzando il secondo gol della sua squadra nella vittoria per 3-1 in trasferta contro il Numancia. Ha chiuso la stagione con sei gol, dando un grande contributo alla squadra che ha sfiorato i play-off per un punto.
Il 3 luglio 2018, dopo essere rimasto svincolato, ha firmato con l'UD Logroñés, società militante nella terza divisione spagnola, con la quale nel 2020 ha ottenuto la promozione in seconda divisione.